# Umfredo II di Toron
Umfredo II di Toron (1117 – 10 aprile 1179) è stato un cavaliere medievale e politico normanno, signore di Toron da prima del 1137 fino al 1179 e connestabile del regno di Gerusalemme. Morì in seguito alle ferite riportate nel salvare la vita del re di Gerusalemme Baldovino IV.

## Biografia
Figlio di Umfredo I di Toron, sposò la figlia di Rénier Brus, signore di Bāniyās (Cesarea di Filippo), che, di conseguenza, fu riunita a Toron attorno al 1148.
Nel 1149 Umfredo divenne castellano di Hebron quando questa entrò a far parte del dominio della famiglia reale di Gerusalemme.
Nel 1153 fu nominato connestabile di Gerusalemme, quando Baldovino III vinse la lotta per il potere contro sua madre Melisenda.
Quello stesso anno fu presente all'assedio di Ascalona insieme al re.
Umfredo fu sconfitto da Norandino a Bāniyās nel 1157 e fu assediato nel suo castello fino a quando arrivò Baldovino III in soccorso.
Quell'anno Umfredo vendette ai cavalieri ospitalieri parti delle signorie di Bāniyās e di Chastel Neuf, quest'ultima fu conquistata da Norandino nel 1167.
Sempre nel 1157 egli contribuì a concludere gli accordi per il matrimonio tra Baldovino III e Teodora Comnena, nipote dell'Imperatore bizantino Manuele I Comneno.
Umfredo stesso più tardi sposò Filippa, sorella di Boemondo III di Antiochia, che in precedenza aveva avuto una relazione con il futuro imperatore bizantino Andronico I Comneno, cugino di Manuele; non ebbe figli da Filippa, suo figlio Umfredo III era nato dalla sua precedente moglie, di cui non si conosce il nome.
Nel 1173 Umfredo accorse per togliere l'assedio di Norandino alla fortezza di Kerak, in Oltregiordano.
Nel 1176 la sua importanza alla corte reale fu in qualche modo ridotta a causa dell'influenza di Agnese di Courtenay, ma mantenne la carica di connestabile.
Nel 1177 la sua diminuita importanza si manifestò quando la signoria di Hebron fu ristabilita e assegnata a Rinaldo di Châtillon, signore di Oltregiordano, invece che ad Umfredo che ne era ancora castellano.
Nondimeno egli fu uno dei sostenitori di Raimondo III di Tripoli, reggente per Baldovino IV.
Raimondo, Umfredo ed altri rappresentavano a corte la fazione delle famiglie storiche, cui si opponevano i nuovi arrivati come Rinaldo e in seguito Guido di Lusignano.
Nel 1179 Umfredo ricostruì Chastel Neuf, che era stato distrutto in vari assedi.
Pure nel 1179 contribuì a negoziare una tregua tra cavalieri Ospitalieri e cavalieri Templari.
Più tardi quello stesso anno accompagnò Baldovino IV in una razzia su Bāniyās, ma furono sorpresi dal nipote di Saladino, Farrukh Shah; per salvare il re, Umfredo fu ferito gravemente e morì poco dopo, era il 10 aprile.
Gli succedette a Toron suo nipote Umfredo IV, figlio di Umfredo III e Stefania de Milly. La seconda moglie Filippa era morta pochi mesi prima di lui. In pegno del sacrificio di Umfredo II, al nipote omonimo fu concessa la mano della sorellastra del re, Isabella.